# Élisabeth Bourget
Élisabeth Bourget, née en 1953, est une auteure, traductrice et dramaturge canadienne.

## Biographie
Née en 1953 au Canada, Élisabeth Bourget termine ses études en écriture dramatique à l'École nationale de théâtre au Canada en 1978. 
Autrice d'une dizaine d'œuvres, de la comédie dramatique au théâtre multidisciplinaire,, elle est considérée parmi les dramaturges les plus talentueux. Elle est conseillère dramaturgique au Centre des auteurs dramatiques (CEAD) de 2006 à 2016.  

## Publications
- 1979 : Bernadette et Juliette[5],[6],[7].
- 1982 : Bonne fête maman[8]